# Ultraviolet (All About Eve)
Ultraviolet è il quarto e ultimo album in studio del gruppo rock inglese All About Eve, pubblicato nel 1992.

## Tracce
1. Phased
2. Yesterday Goodbye
3. Mine
4. Freeze
5. The Things He Told Her
6. Infrared
7. I Don't Know
8. Dream Butcher
9. Some Finer Day
10. Blindfolded Visionary
11. Outshine the Sun